# Heidenschmiede

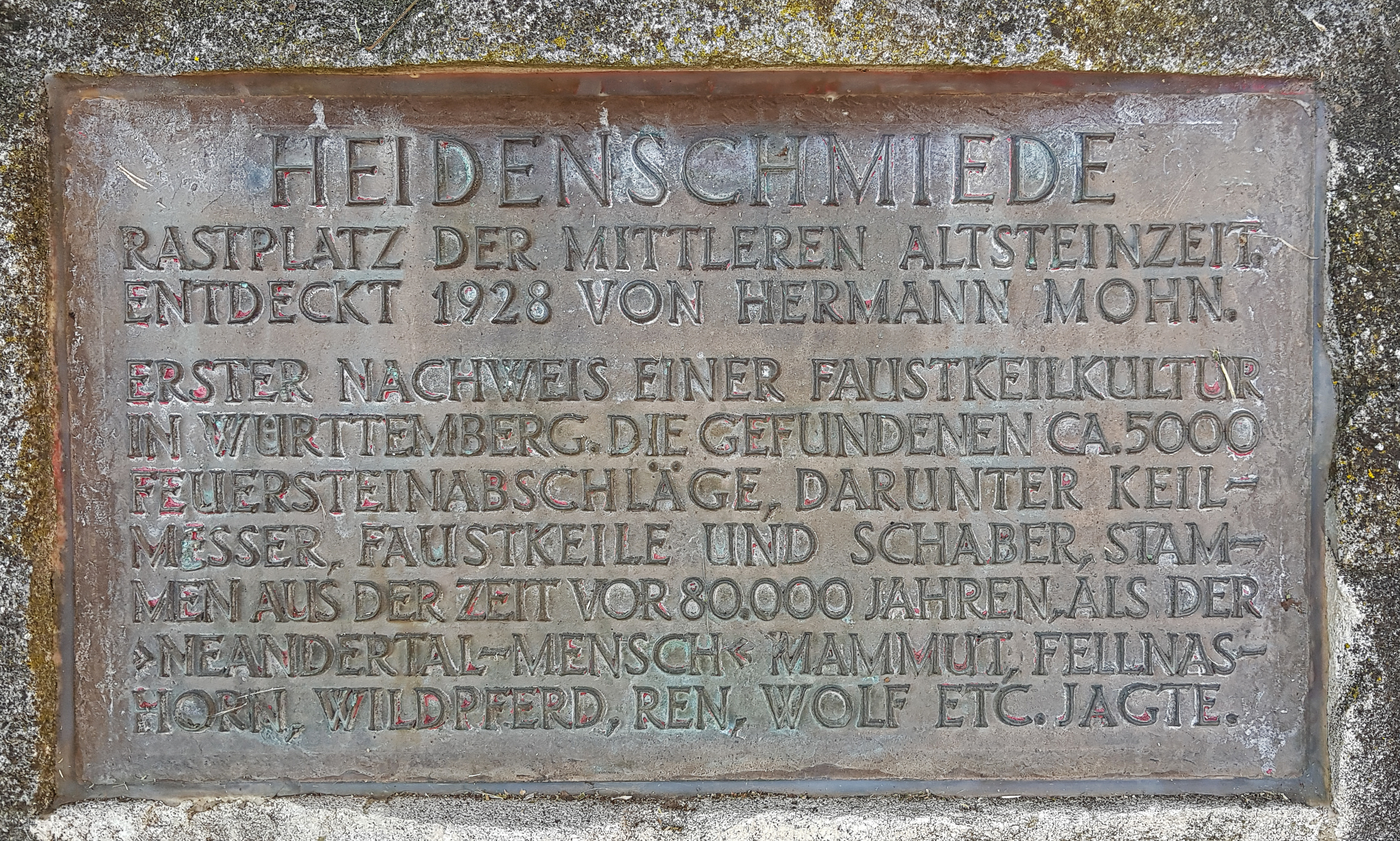
Informationstafel neben dem Felsüberhang

Die Heidenschmiede ist ein Abri im Stadtgebiet von Heidenheim an der Brenz auf der östlichen Schwäbischen Alb in Baden-Württemberg. Sie ist ein bedeutender mittelpaläolithischer Fundplatz der baden-württembergischen Urgeschichte.

## Geographische Lage
Die Heidenschmiede liegt an der westlichen Flanke des Brenztals im Weißjura-Felsmassiv südöstlich unter Schloss Hellenstein auf rund 540 m. ü. NHN. Sie ist nur zu Fuß über den Hermann-Mohn-Weg zu erreichen.

## Geschichte
Die Heidenschmiede wurde bereits vor etwa 70.000 bis 50.000 Jahren im Jung-Acheuléen von Neandertalern aufgesucht, die sich dort vermutlich immer nur kurzzeitig zur Herstellung von Werkzeugen aufhielten. Hierfür spricht sowohl die Vielzahl der gefundenen Absplisse als auch, dass nur geringe Mengen tierischer Knochen nachgewiesen werden konnten. Dass der Felsüberhang damals lediglich eine etwa 8 m² große Fläche vor Regen schützte und der Vorplatz mit etwas mehr als 20 m² sehr wenig ebene Nutzfläche bot, gelten als weitere Indizien für diese Annahme.

## Forschungsgeschichte
Im Sommer 1928 begab sich der Heidenheimer Heimatforscher Hermann Mohn auf die Suche nach dem Uhuloch, einer kleinen, nur mit Leitern zugänglichen Felsspalte, die sich laut einer Beschreibung der Stadt Heidenheim von 1618 „am Schloßberg unden ziemlich hoch“ befinden sollte. Im Zuge dieser Suche entdeckte Mohn die Heidenschmiede, von der bis dahin lediglich bekannt war, dass sie „... sich nach alten Quellen am Fuß des Hellensteinfelsens befunden habe.“
Nachdem Mohn bereits mehrere Felsen zwischen Heidenheim und dem Vorort Mergelstetten auf urgeschichtliche Funde sondiert hatte, begann er im März 1930, unterstützt durch mehrere freiwillige Grabungshelfer, mit der systematischen Ausgrabung der Heidenschmiede. Die Erlaubnis hierzu holte er sich bei Richard Oberdorfer ein, auf dessen Gartengrundstück die Heidenschmiede damals lag.
Mohn konnte in den folgenden Wochen in den 90–130 cm starken Fundschichten ca. 5000 Gesteinsstücke (Werkzeuge, Kernstücke und Absplisse) sowie 5 kg Tierknochen bergen, und obwohl er grabungstechnisch nicht ausgebildet war, dokumentierte er die Arbeiten relativ ausführlich, fertigte stratigraphische Zeichnungen und Fotografien an.
Kurz vor Beendigung der Ausgrabung stieß Mohn im Erdreich auf eine bis dahin nicht bekannte Mauer, welche die Heidenschmiede bogenförmig in Ost-West-Richtung umschloss. Für ihn war klar, dass mit deren Errichtung eine massive Störung der Fundschichten einhergegangen sein musste. Daraufhin wurde vom Württembergischen Landesamt für Denkmalpflege der Prähistoriker Eduard Peters beauftragt, die Kampagne an der Heidenschmiede zu Ende zu führen und die Funde für eine Veröffentlichung der Grabungsergebnisse zu untersuchen.
Peters traf am 17. Juni 1930 zu einer ersten Besichtigung des Fundplatzes in Heidenheim ein und schloss die Grabungskampagne im August desselben Jahres ab, ohne weitere nennenswerte Funde gemacht zu haben.
Bei der anschließenden Auswertung und zeitlichen Einordnung der lithischen Funde erwies sich die Mitarbeit von Hugo Obermaier (Madrid) ebenso als unverzichtbare Hilfe, wie auch der Vergleich der Werkzeuge mit den zahlreichen, stratigraphisch sicher einzuordnenden Artefakten aus dem Schulerloch und der Klausennische. Weitere Unterstützung bekam Peters von Fritz Berckhemer (Stuttgart), Florian Heller (Gießen) und Kálmán Lambrecht (Budapest), sie übernahmen die Untersuchung und Bewertung des faunistischen Inventars. Bereits im darauffolgenden Jahr 1931 publizierte Peters den Grabungsbericht sowie die Ergebnisse der typologischen Untersuchungen und stellte diese in seiner Publikation in Kontext mit ähnlichen Fundstellen des süddeutschen Raums.

## Stratigraphie
Bereits im Mittelalter kam es durch den Bau einer mehrere Meter hohen Ansatzmauer vor der Heidenschmiede zu einer massiven Verlagerung und Vermischung der Fundschichten. Wahrscheinlich gingen hierbei auch große Teile des Inventars mit dem Aushub verloren. Durch das abschließende Verfüllen der Pfostenlöcher des Baugerüstes gelangten mesolithische Artefakte aus oben liegenden Schichten bis hinunter auf den anstehenden Fels. Lediglich im hinteren Bereich unter dem Felsschutzdach konnten Funde in situ geborgen werden. Da demzufolge keine verlässlichen, stratigraphischen Unterlagen zur Verfügung standen, konnten die anschließenden Altersbestimmungen nur nach typologischen Gesichtspunkten erfolgen.

## Funde

### Lithische Funde
Über 90 % der 5000 gefundenen Artefakte bestehen aus Tertiärquarzit (Kieselkalk), die restlichen aus Jaspis, wenige Stücke aus Quarz. Die verwendeten Rohmaterialien stammen aus dem nur wenige Kilometer entfernten Steinheimer Becken, dem Stubental und den Schottern der Brenz.
Acheuléen, ca. 50 Artefakte: Faustkeile, Fäustel und Handspitzen aus Kieselkalk, Bohrer aus braunem und grauem Jaspis, zahlreiche Schaber, Kratzer, Sägen und Mehrzweckwerkzeuge überwiegend aus grauem, braunem und weißem Jaspis. Auffallend ist ein für Linkshänder gearbeiteter Schaber mit rechtsseitiger Klinge.
Moustérien, ca. 4000 Artefakte: Davon 700 mit klar erkennbaren Retuschen, 3300 mit nicht eindeutig ausgeführten Retuschen oder Absplisse.
Handspitzen, Spitzen, Schaber in vielen verschiedenen Ausprägungen, Groszaki, Kratzer und Pfrieme, alle zumeist aus Kieselkalk, wenige aus Jaspis.
Beuronien, ca. 950 Artefakte: Mikrolithische Spitzen, Stichel, Klingen, Schaber und Kratzer aus Kieselkalk, Jaspis, Hornstein und Quarzit.

### Faunistische Funde
Von den 5 kg Knochenfunden weisen 0,7 kg starke Brandspuren auf und haben maximal Hühnereigröße. Zwei Stücke zeigen Hiebspuren, wie sie bei der Verwendung als Amboss bei der Werkzeugherstellung entstehen. Nachgewiesen werden konnten Knochen von Mammut, Nashorn, Pferd, Rentier, Wolf, Fuchs, Hase, Murmeltier, Lemming, Wühlmaus, Waldsaatgans, Uhu, Stockente, Dohle, Moorschneehuhn und Kampfläufer. Knochen von höhlenbewohnenden Raubtieren wie Höhlenbär oder -löwe wurden nicht gefunden.
Die Funde befinden sich heute im Landesmuseum Württemberg in Stuttgart und in einem Magazin der Stadt Heidenheim.

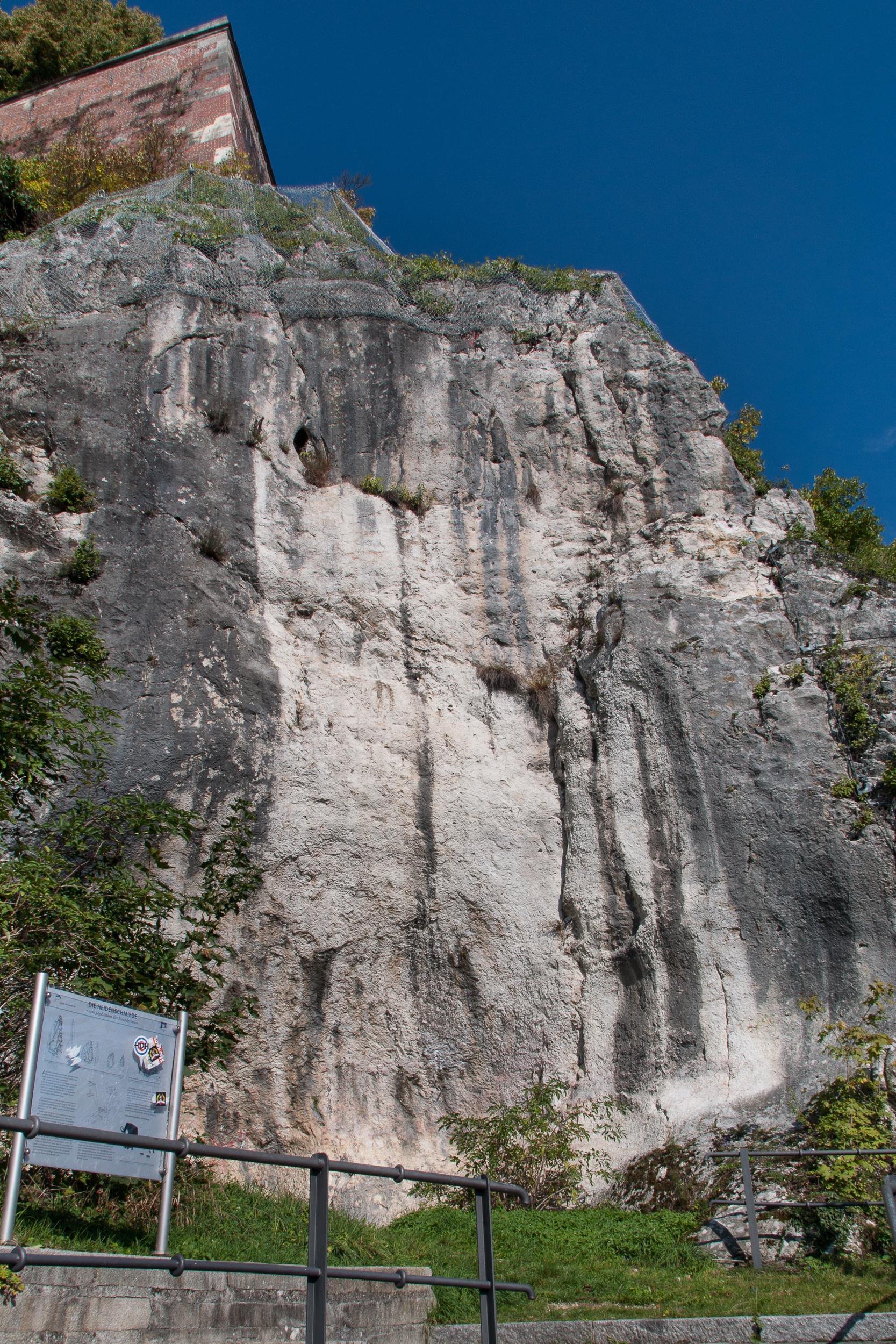
Die Heidenschmiede heute (2012)
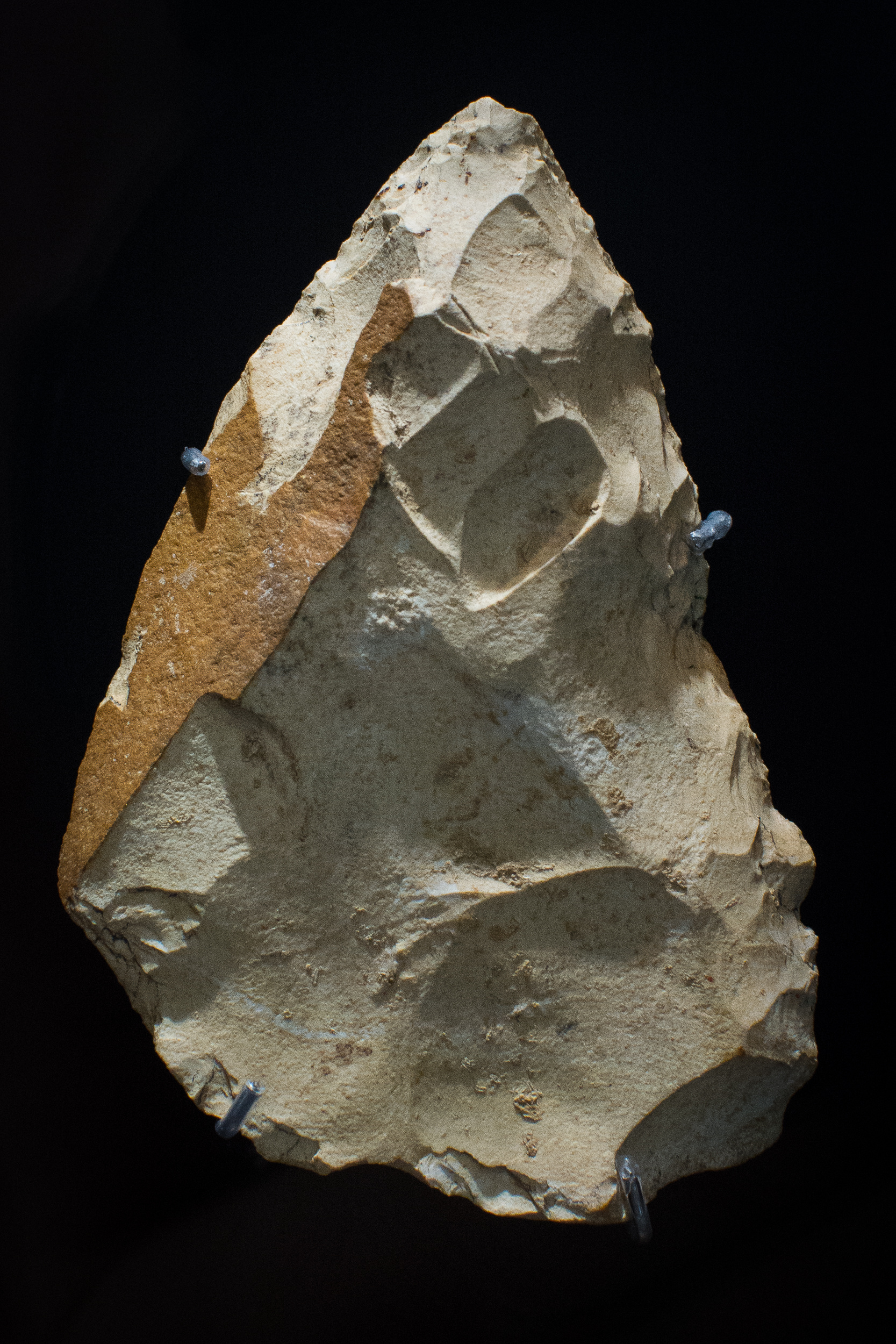
Handspitze, Jurahornstein
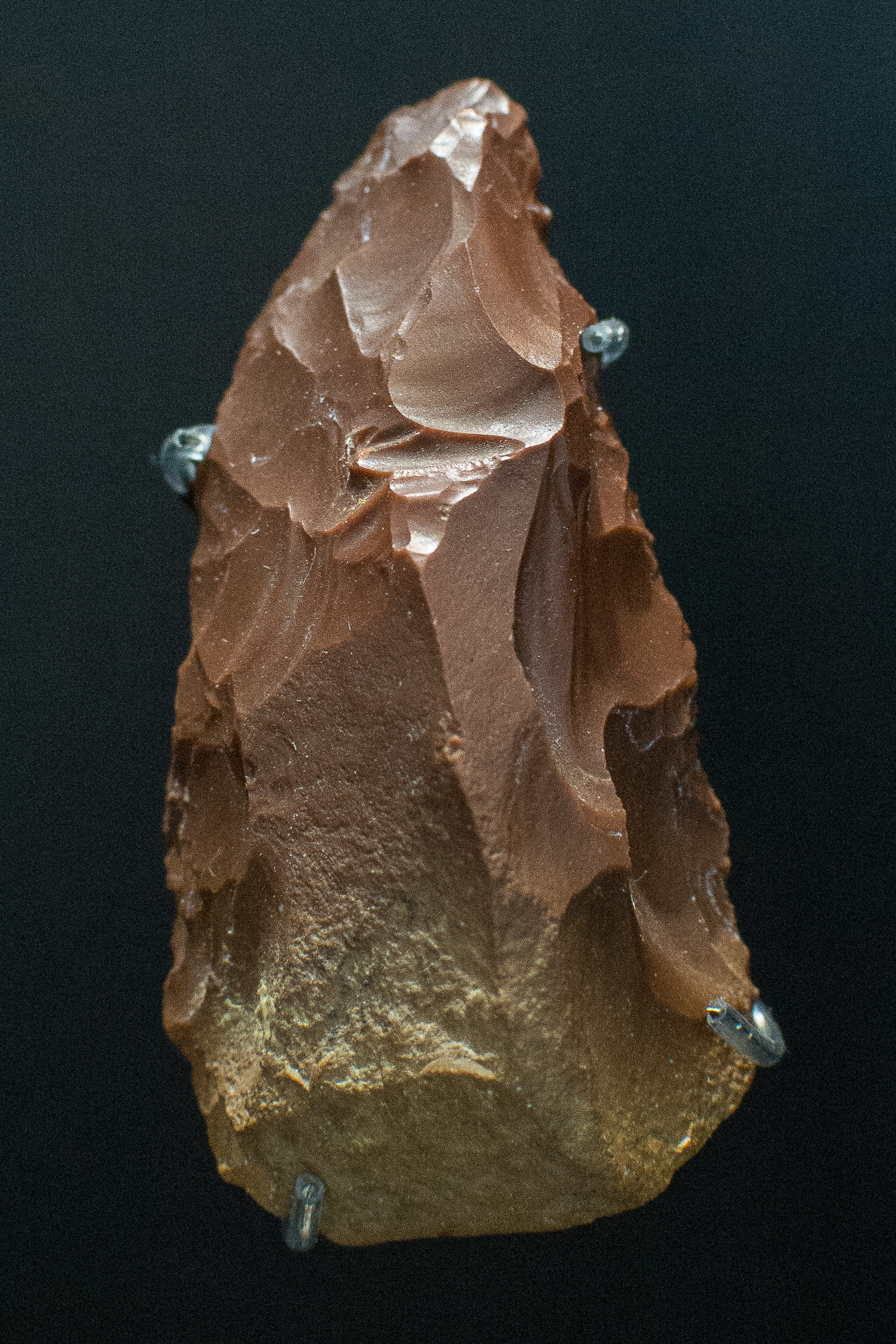
Handspitze, brauner Jaspis
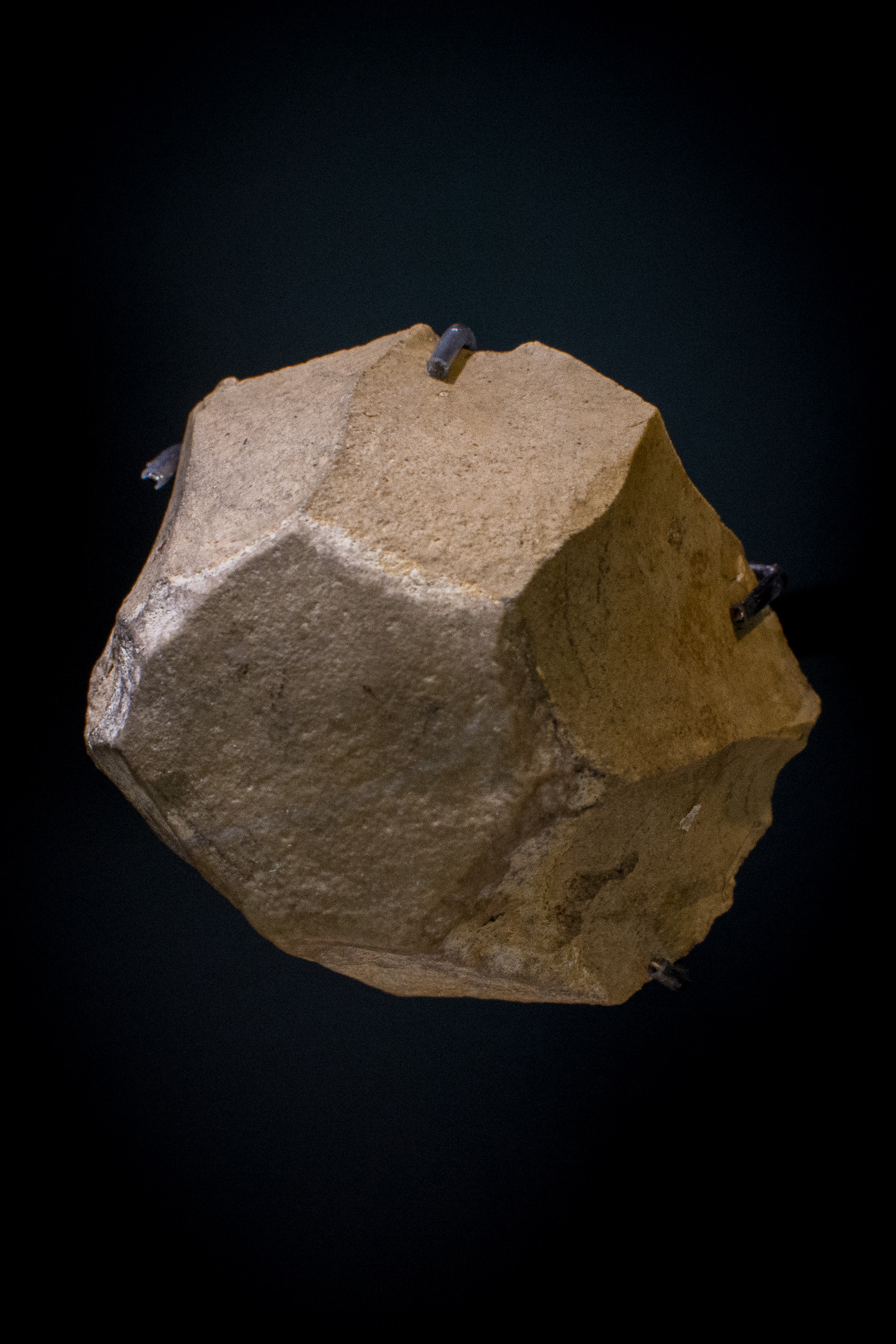
Restkern, Jurahornstein
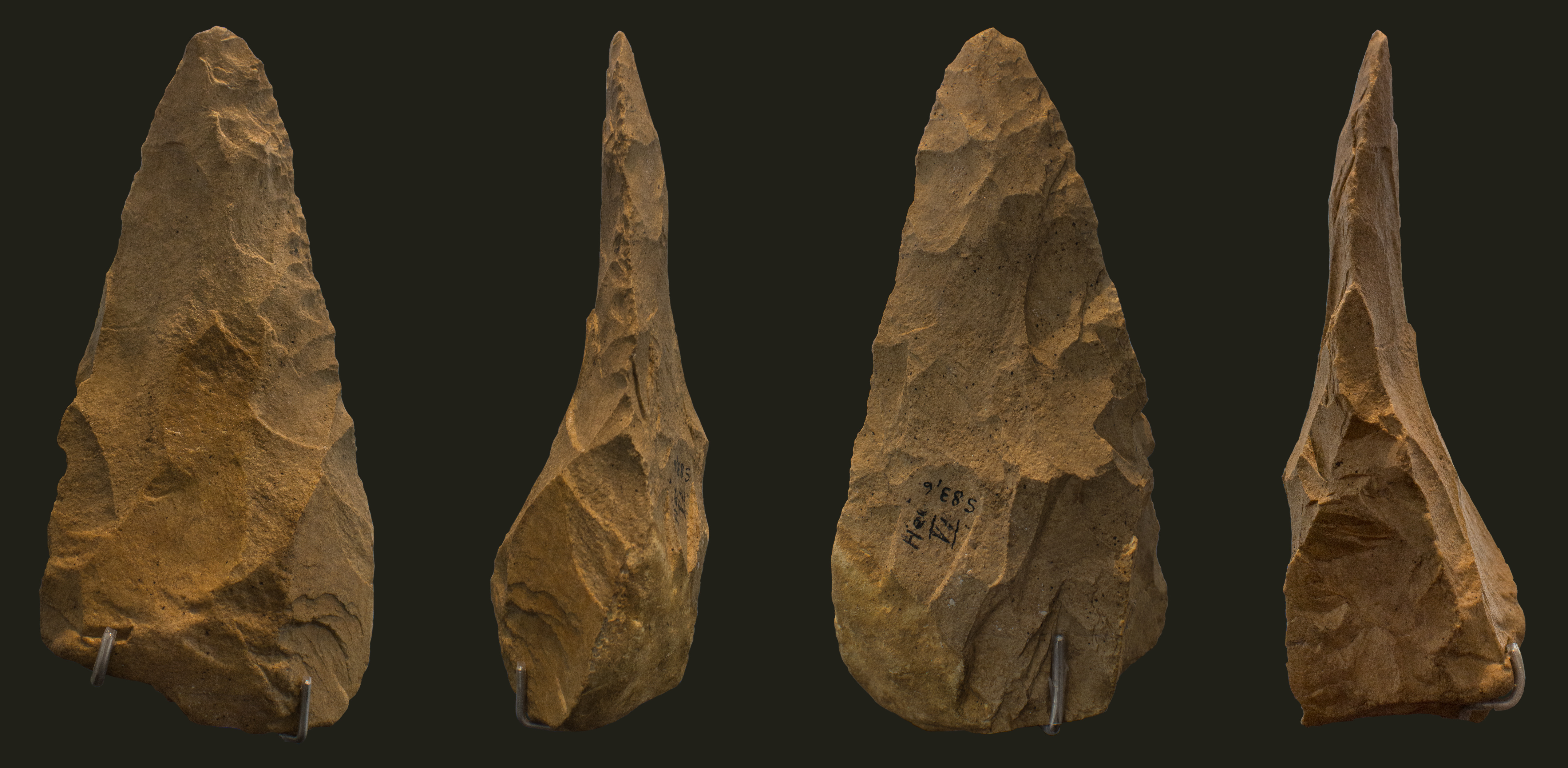
Großer Faustkeil, Tertiärquarzit